# 法罗群岛邮政
法罗群岛邮政，是法罗群岛的邮政服务公司。法罗群岛邮政创设于1976年4月1日，2005年改制为股份有限公司。
法罗群岛邮政设有34家邮局，服务于法罗群岛全境。